# Pruchnowo (województwo wielkopolskie)
Pruchnowo – wieś w Polsce położona w województwie wielkopolskim, w powiecie gnieźnieńskim, w gminie Kłecko.
Wieś pod koniec XIX w. należała do barona von Sprengera; liczyła wówczas 95 mieszkańców i obejmowała 4 domostwa. W latach 1975–1998 miejscowość położona była w województwie poznańskim.